# 波扎尔斯基公爵号巡航舰
“波扎尔斯基公爵”号巡航舰（俄语：Князь Пожарский）是一艘于19世纪60年代为俄罗斯帝国海军建造的铁壳装甲巡航舰。1873至1875年间，该舰巡航至太平洋，成为第一艘离开欧洲水域的俄罗斯装甲舰。该舰并未参加1877年至1878年的俄土战争，而是一直留在波罗的海直到1879年至1880年才再次巡航到太平洋。“波扎尔斯基公爵”号在其余下的服役生涯中一直被配属在波罗的海舰队。1885年经过改装后该舰主要被用作训练船直到1909年被废弃，最终可能于1911年报废。

## 设计
“波扎尔斯基公爵”号最初被归类为装甲轻巡洋舰，并于1866年11月20日被重新指定为装甲巡航舰。该舰的舰体采用中央炮台铁甲布局，武器集中在舰舯部。该舰装有撞角，舰上配备约495名军官和士兵。
“波扎尔斯基公爵”号水线长272英尺8英寸（83.1），舷宽49英尺（14.9），吃水深24英尺6英寸（7.5），设计排水量为4,506長噸（4,578公噸），但实际排水量多了600長噸（610公噸），达到了5,138長噸（5,220公噸）。本舰采用双层底设计，被认为是一艘射击平台稳定、耐波性良好的海船。

### 推进系统
该舰有一台简单水平水平回程连杆蒸汽机驱动一具双叶螺旋桨。蒸汽由八座圆柱形锅炉提供。该发动机输出功率为2,835匹指示馬力（2,114千瓦特），该舰在海试中的最大速度达到约11.7節（21.7每小時；13.5英里每小時）。“波扎尔斯基公爵”号最大载重量为600長噸（610公噸）煤炭，使其续程达到3,000海里（5,600；3,500英里）。该舰装有三根桅杆的全帆装，最大帆面积为27,000平方英尺（2,508平方）。为了减少航行时的阻力，舰上的烟囱是可伸缩的，螺旋桨也可以吊入船体。

### 武装
“波扎尔斯基公爵”号装备有8门奥布霍夫9英寸（229）后膛炮。为了提供轴向火力，在上层甲板水平面舰体的两侧在炮台前后被切开。虽然这比传统的舷侧布局提供了更好的火力覆盖范围，但仍然留下了相当大的无火力区。
舰载20倍径火炮的实心弹重约300英磅（136），而炮本身重14,908英磅（6,762）。该炮的炮口初速为1,276英尺每秒（389每秒）并被认为具有穿透9.3英寸（236）铸铁装甲的能力。
沃茨和加德纳认为该舰配备了三枚杆雷和三枚拖曳鱼雷，但赖特和西尔弗斯通都没有提到这些。

### 装甲
关于“波扎尔斯基公爵”号的装甲防护能力，不同来源的数据存在差异。这其中一致的记载认为，该舰装有一条完整的铸铁水线装甲带，总高度为11英尺（3），其中5英尺（1.5）在水线以下。装甲带厚度为100至114（3.9至4.5英寸）。舰载火炮由80英尺（24.4）长，114毫米厚装甲保护。没有任何关于横向舱壁装甲的记载。装甲后面衬有17或18英寸（432或457）的柚木。

## 服役
1864年11月2日订购时，“波扎尔斯基公爵”号被分类为“大型铁甲防护舰船”（железное броненосное судно большого ранга）。1864年11月30日，本舰在圣彼得堡米切尔造船厂安放龙骨，并得名“波扎尔斯基”号（Пожа́рскій），但在1867年9月12日下水之前被改名。关于该舰的入役时间，各方说法不一。有些记载是1870年，有些记载是1873年。1871年，本舰被加装了一座小型指挥塔。1873年左右，“波扎尔斯基公爵”号成为第一艘离开欧洲水域被部署到太平洋的俄罗斯装甲舰，并在1875年被调回波罗的海舰队。在俄土战争以及随后与英国战争恐慌期间，该舰一直留在波罗的海。1879至1880年间，该舰再次航行至太平洋。在1884年的舰队演习中，“波扎尔斯基公爵”号担任旗舰并接受俄国沙皇亚历山大三世的检阅。次年，该舰接受了大规模改装，安装了新的锅炉，螺旋桨被改成固定式，伸缩烟囱也被两根固定烟囱所取代。
“波扎尔斯基公爵”号在改装期间重新装备了武器，但关于装备的轻型火炮，各方资料记载有所不同。其9英寸炮被更强大的35倍径8英寸（203）新式炮取代，这些炮可能是重12.74長噸（12.94公噸），炮口初速为1,796英尺每秒（547每秒）的型号。此外还安装了两门23倍径6英寸（152）炮，可能是作为追击炮。赖特和沃茨都认为增加了8门4磅炮和4门口径不明的速射炮；而西尔弗斯通没有提到4门速射炮，但加德纳指出安装了4门83.4（3.3英寸）炮。该舰于1892年被重新分类为“一等巡洋舰”（крейсеръ I ранга）。其轻型武器进行了调整，以4门47（1.9英寸）哈乞开斯转轮炮替换了4门4磅炮，并增加了6门37（1.5英寸）霍奇克斯炮。此时还增加了两具15英寸（381）水上鱼雷发射管。
改装完成后，“波扎尔斯基公爵”号主要是作为海军学校分队的一艘训练舰，但直到1906年3月24日才被正式重新归类为训练舰。重新分类后，该舰的武器减少到只有1门6英寸炮、4门4磅炮、两门47毫米哈乞开斯炮和6门37毫米哈乞开斯炮。1909年10月27日，该舰被废弃并更名为“浮船1号”。1911年4月14日，该舰被从海军名单上除名。很可能在不久之后就被拆解，因为就在同一天，老旧的“拉瓦”号浅水重炮舰被更名为“浮船1号”。

## 脚注

### 出处
1. ↑  金文杰 (2022)，第273頁.
2. ↑  张恩东 (2018)，第1頁.
3. 1 2 3 4  Wright (1972)，第38頁.
4. 1 2 3 4  Watts (1990)，第68頁.
5. 1 2 3 4 5  Wright (1972)，第39頁.
6. 1 2  Wright (1972)，第38–39頁.
7. 1 2  Gardiner (1979)，第174頁.
8. 1 2  Silverstone (1984)，第358頁.
9. 1 2  金文杰 (2022)，第15頁.
10. 1 2 3 4  Wright (1972)，第42頁.
11. 1 2 3 4  Wright (1972)，第38, 42頁.
12. ↑  金文杰 (2022)，第16頁.